# Sjtoelim
Sjtoelim (Hebreeuws: שתולים) is een mosjav van de regionale raad van Beër Tuvia. De mosjav ligt in het noordwestelijke deel van de Negev.